# Istina
Istina je svojstvo slaganja s činjenicama i stvarnošću. U svakodnevnome govoru obično se pripisuje onome što teži prikazati stvarnost ili onome što teži biti u skladu s njom na neki drugi način, kao što su vjerovanja, propozicije i deklarativni iskazi.
Istinite tvrdnje obično se smatraju suprotnima neistinitim tvrdnjama. Koncept istine raspravljen je u mnogim kontekstima, uključujući filozofiju, umjetnost, teologiju, zakon i znanost. Većina ljudskih aktivnosti ovisi o tome konceptu, pri čemu se njegova priroda pretpostavlja umjesto da je predmet rasprave. Takav je slučaj u novinarstvu i svakodnevici. Neki filozofi smatraju da je koncept istine temeljan i da ga se ne može objasniti drugim riječima koje je lakše razumjeti od samoga koncepta. Istinu se najčešće sagledava kao slaganje jezika ili misli sa svijetom izvan uma. To se shvaćanje naziva teorija korespondencije.
Razne teorije i shvaćanja istine do dan se danas raspravljaju među znalcima, filozofima i teolozima. Postoji mnogo različitih pitanja o prirodi istine koja su i dalje predmet suvremenih rasprava. Među njima su definicija istine; je li moguće odrediti informativnu definiciju istine; identifikacija entiteta kao nositelja istine (engl. truth-bearer) koji može biti isključivo istinit ili neistinit; jesu li istina i neistina bivalentni ili drugi stupnjevi istine postoje uz njih; identifikacija kriterija istine koji omogućuju razlikovanje od neistine; uloga istine u znanju; te je li istina uvijek apsolutna ili pak može biti relativna nečijem gledištu.

## Etimologija
Najstariji poznati spomen riječi istina pronašao je u dubrovačkim arhivima iz 15. stoljeća Medo Pucić, a zabilježio ga je u svome djelu Spomenici srbski iz 1858. godine. Prema Matasoviću, riječ je nastala od praslavenskog *jь́stina, izvedenog od *jьstъjь 'isti'. Postoje tri moguća podrijetla te riječi – moguće je da je složena od zamjeničkih osnova *jь, *sь i *tъ sa značenjem 'točno taj'; možda je izvedena iz korijena *ě́snъ 'jasan', no nepoznatom tvorbom; može biti složena od zamjeničke osnove *jь uz korijen *státi, pri čemu bi se značenje razvilo od »koji stoji uz njega« do »koji stoji uz prvoga« / »koji je jednak prvomu« pa zatim do »isti«.